# Площадь Освобождения (Кривой Рог)

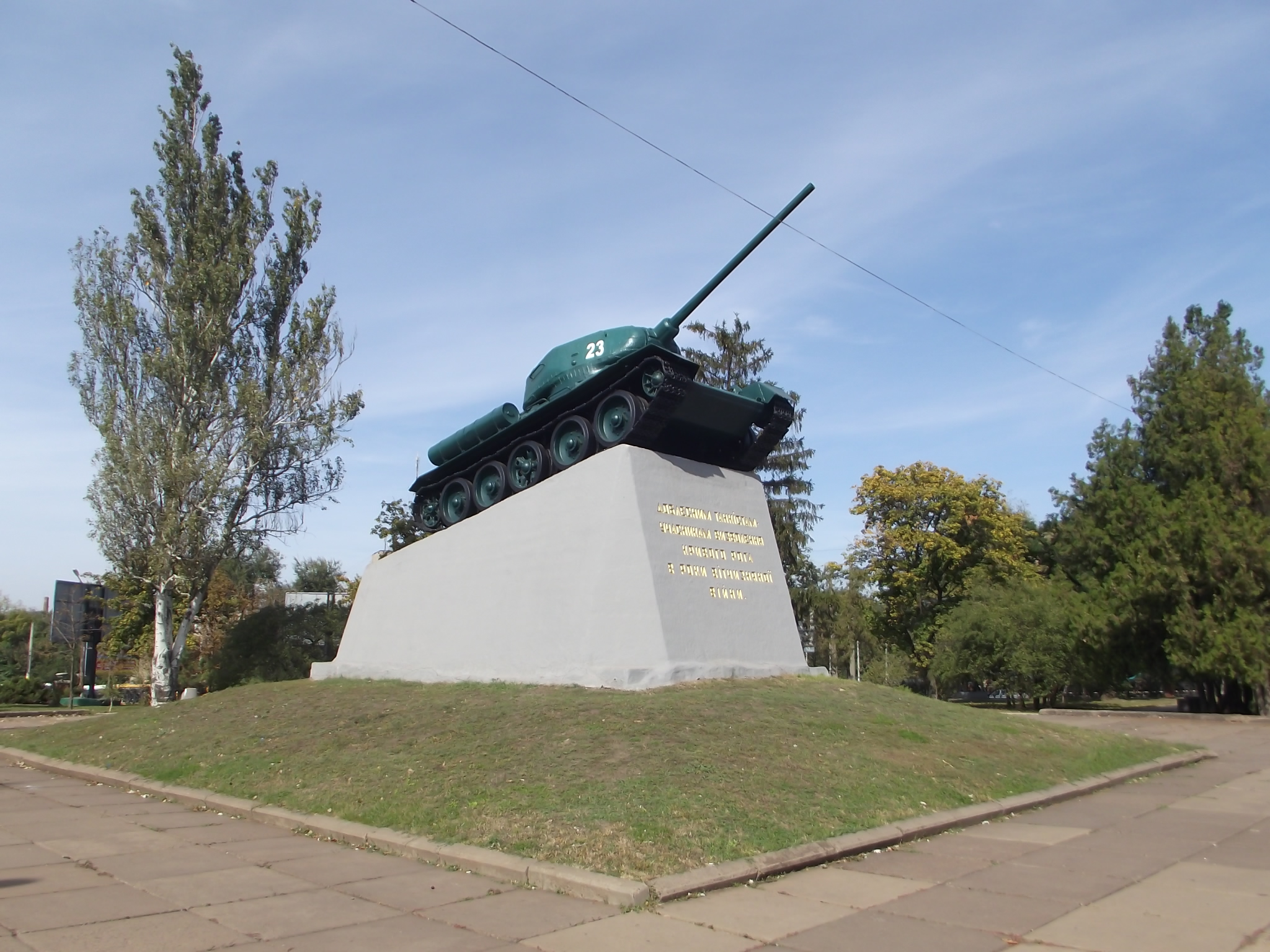
Памятник танкистам-освободителям

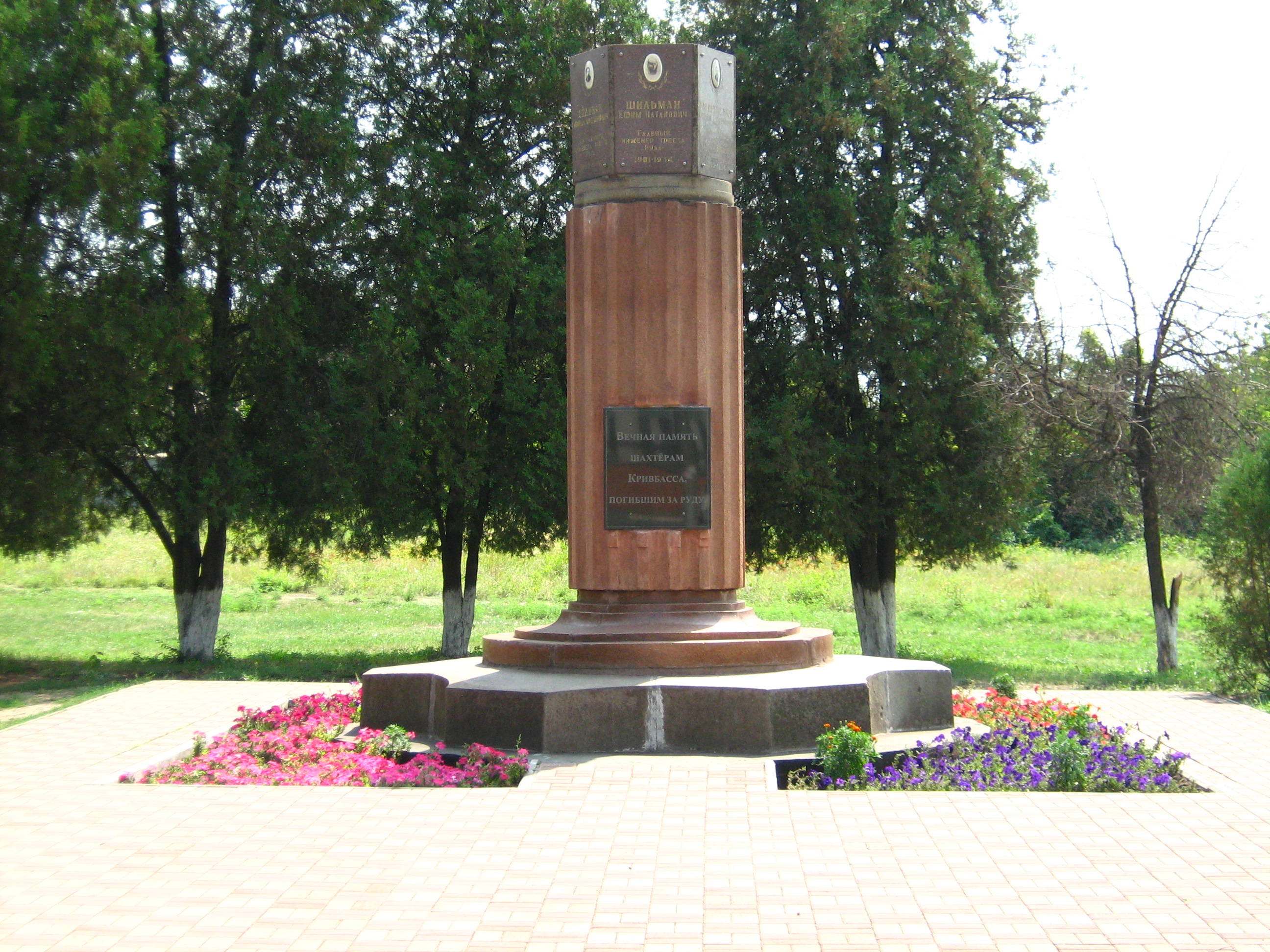
Памятник погибшим шахтёрам, ранее установленный на площади

Площадь Освобождения — площадь в городе Кривой Рог.

## История
Изначально на месте современной площади Освобождения располагалось устье Сушковой балки. Заложена в начале XX века.
Весной 1920 года начаты работы по обустройству площади имени Парижской коммуны.
В 1925 году площадь переименована в Украинскую.
В 1936 году площадь была обустроена, на территории разбит сквер. 1 мая 1936 года на площади был открыт памятник погибшим работникам шахты «Профинтерн», который после войны был перенесён на рудник имени Л. Кагановича.
В 1938 году устье Сушковой балки было засыпано и высажены первые 450 деревьев.
В 1944 году на площади был установлен памятник И. В. Сталину. В 1945 году площадь переименована в честь Сталина.
В 1955 году памятник Сталину демонтирован, площадь снова переименована в Украинскую.
В 1961 году переименована в площадь Мира.
В 1972 году площадь была реконструирована по проекту главного архитектора города Ивана Гаврилова, в сквере был установлен памятник танкистам-освободителям.
В 1975 году, в честь 30-летия Победы в Великой Отечественной войне, площадь получила современное название.

## Характеристика
Площадь находится в историческом центре Кривого Рога в Центрально-Городском районе на левом берегу реки Саксагань. Образована пересечением Почтового и Центрального проспектов, улиц Горных инженеров и Петра Калнышевского. В середине площади расположен сквер площадью 1,2 гектара.
Площадь является важной транспортной развязкой города. Троллейбусное и автобусное сообщение соединяют её с другими районами, а также железнодорожными станциями: Кривой Рог-Главный, Кривой Рог (Червоная), Мудрёная, Роковатая и др.